# Anticoma platonovae
Anticoma platonovae is een rondwormensoort uit de familie van de Anticomidae. De wetenschappelijke naam van de soort is voor het eerst geldig gepubliceerd in 1972 door Sergeeva.